# Cornell Capa
Cornell Capa  (Budapeste, 10 de abril de 1918 – Nova Iorque, 23 de maio de 2008) foi um fotógrafo americano, membro da Agência Magnum e o irmão mais novo do fotojornalista e fotógrafo de guerra, Robert Capa.

## Biografia
Nascido como Cornell Friedmann, Cornel Friedmann ou Kornel Friedmann em Budapeste, Hungria, em 10 de abril de 1918, ele era o filho mais novo de Dezso e Julia Berkovits Friedmann, um casal judeu que não praticava nenhuma religião. Seus pais eram donos de uma próspera alfaiataria onde Dezso era o chefe dos alfaiates. Em 1931, seu irmão Robert foi forçado a deixar o país por causa de atividades de estudante esquerdistas que tinham pegado a atenção de funcionários do ditador húngaro anti-semita, Miklós Horthy. Em 1935, seu irmão mais velho, Laszlo, morreu de febre reumática.
Em 1936, aos 18 anos de idade, Cornell foi para Paris para trabalhar com seu irmão Robert, um notável fotojornalista. Em 1937, Cornell Capa se mudou para Nova Iorque para trabalhar no darkroom da revista Life. Depois de servir na Força Aérea dos Estados Unidos, Capa se tornou fotógrafo para a Life em 1946. As muitas capas que Capa tirou para a revista incluem retratos da celebridade Jack Paar, da artista Grandma Moses e do ator Clark Gable.
Em maio de 1954, Robert Capa foi morto por uma mina durante as tensões que levaram à Guerra do Vietnã. Naquele mesmo ano, Cornell Capa se juntou à Agência Magnum, a agência de fotografia co-fundada por seu irmão. Para a Magnum, Capa cobriu a União Soviética, a Guerra dos Seis Dias e políticos americanos.
Começando em 1967, Cornell Capa montou uma série de exibições e livros com o título de The Concerned Photographer ("O Fotografo Preocupado", numa tradução literal). As exibições levaram ao estabelecimento em 1974 da International Center of Photography (Centro Internacional de Fotografia) em Nova Iorque. Capa serviu por muitos anos como diretor do Centro. Ele publicou várias coleções de fotografias suas, incluindo JFK for President ("JFK para Presidente"), uma série de fotografias sobre a campanha presidencial de 1960 que ele fez para a revista Life. Capa também publicou um livro sobre os primeiros 100 dias da presidência de Kennedy, com Henri Cartier-Bresson e Elliott Erwitt, os seus colegas fotógrafos da Magnum.
Capa escreveu prefácios para diversas coleções das fotografias de seu irmão e foi conhecido como um protetor da memória e reputação de Robert Capa. Por exemplo, quando falaram que a famosa fotografia de Robert Capa de um soldado espanhol caído durante a Guerra Civil Espanhola era falsa e não tirada no "momento da morte", Cornell Capa entrou numa batalha longa para estabelecer a legitimidade da fotografia, e até localizou o nome do soldado e a data de sua morte.
Capa morreu na cidade de Nova Iorque em 23 de maio de 2008, apenas dois dias antes do aniversário da morte (54 anos) do seu irmão.